# Cingles del Vilar
Els Cingles del Vilar és una cinglera del terme municipal de Monistrol de Calders, al mateix límit amb el de Calders, a la comarca del Moianès.
Estan situats a la dreta del Calders, al nord i damunt de la carretera B-124, al nord-oest de la Colònia i al nord-est dels Pinsos Ponsa. Delimita pel nord el paratge del Vilar. Al seu costat de llevant s'estén la Serra de la Malesa.